# 鼓楼街道 (济宁市)
鼓楼街道，是中华人民共和国山東省济宁市兖州区下辖的一个乡镇级行政单位。

## 行政区划
鼓楼街道下辖以下地区：
韦园社区、文东社区、少陵社区、兴隆社区、校场小区社区、南顺城街社区、塔前小区社区、鼓楼社区、奎星楼小区社区、长安社区、红西社区、文西社区、新兴社区、白衣堂社区、息马地社区、民族社区、中御桥社区、莲花小区社区、南环社区、北关村、红花村、永丰村、南关村和刘岗村。

## 人口
2010年中国第六次人口普查时，鼓楼街道共有人口98636人。共有家庭32807户，平均每户2.87人。14岁以下的少年儿童共15445人，占总人口15.65%；15-64岁人口共73959人，占总人口74.98%；65岁及以上的老年人共9232人，占总人口的9.359%。男性共计48210人，占总人口48.87%；女性共计50426人，占总人口51.12%。本地居住的人口中，拥有本地户籍的人口为68315人，占69.25%。